# Agriofyt
Agriofyten zijn ingeburgerde planten die zich in de tegenwoordige potentieel natuurlijke vegetatie een plaats hebben veroverd, die zij nog niet hadden in de oorspronkelijke natuurlijke vegetatie.
Voorbeelden van agriofyten zijn: kalmoes (Acorus calamus), Amerikaans krentenboompje (Amelanchier lamarckii), tamme kastanje (Castanea sativa), brede waterpest (Elodea canadensis), klein springzaad (Impatiens parviflora), Canadese guldenroede (Solidago canadensis), late guldenroede (S. gigantea), cranberry (Oxycoccus macrocarpos).
Idiochorofyten = autochtone of oorspronkelijk inheemse planten zijn, in tegenstelling tot de agriofyten, soorten van de oorspronkelijke vegetatie, die zich na de ijstijden spontaan hebben gevestigd.

Agriofyten
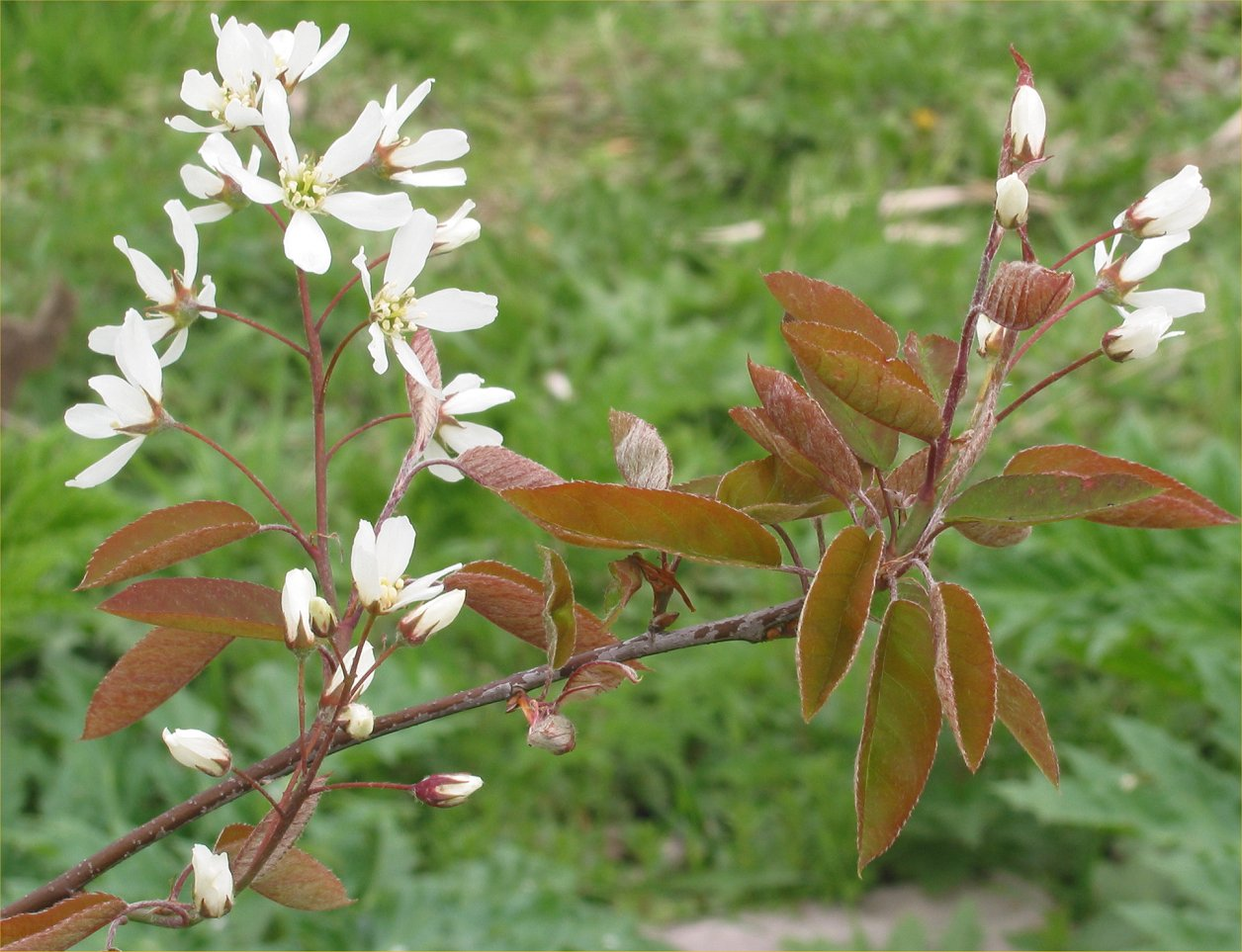
Amerikaans krentenboompje
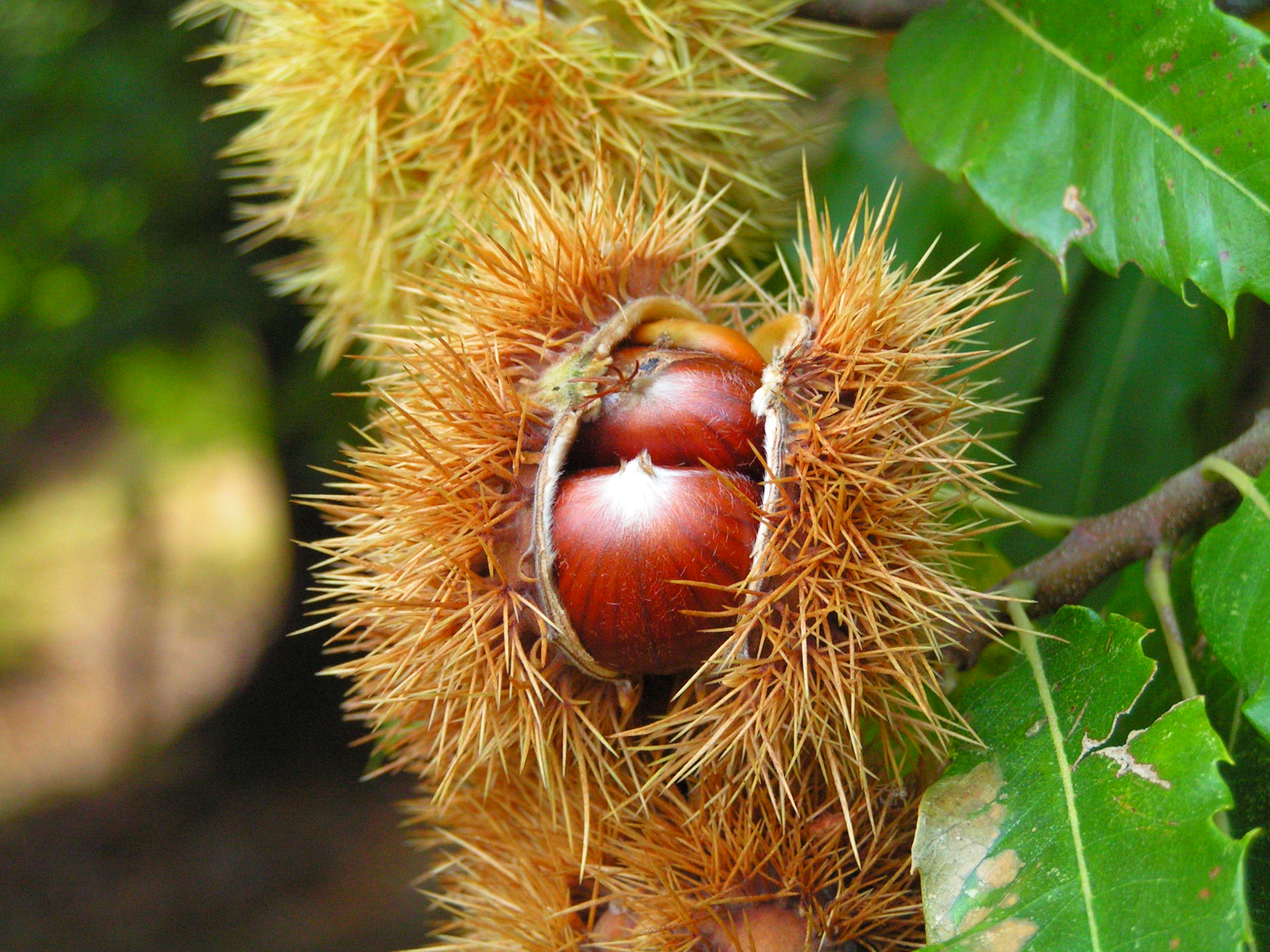
Tamme kastanje
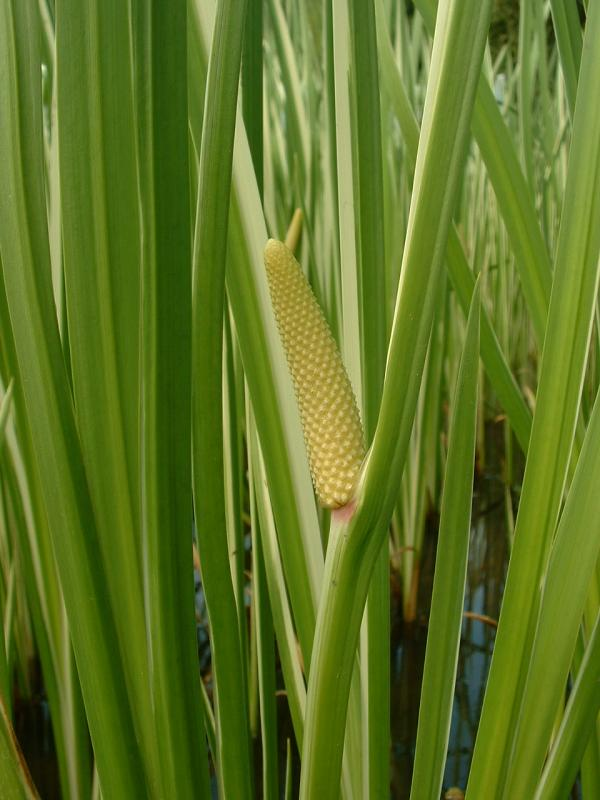
Kalmoes
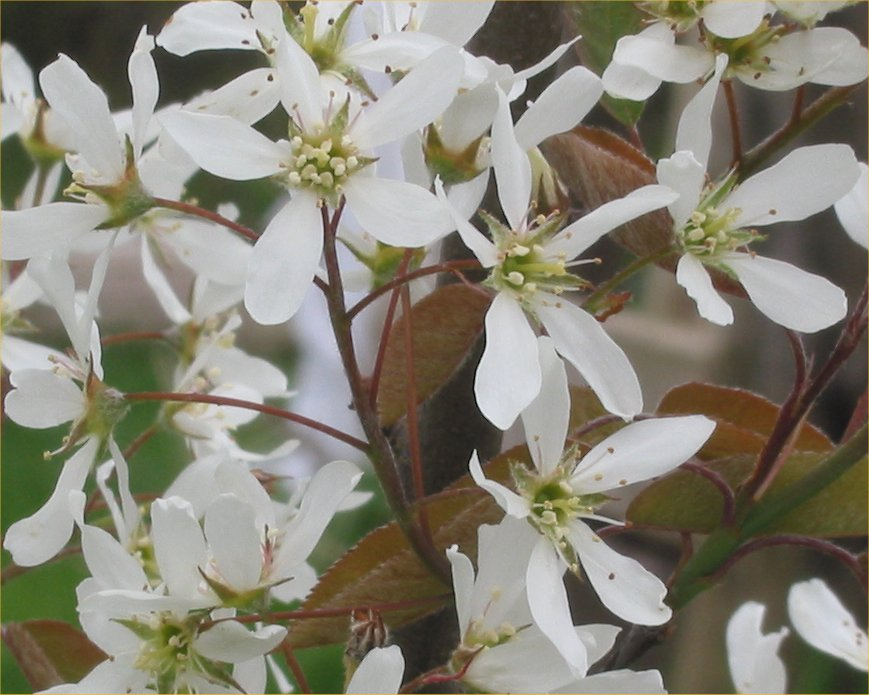
Amerikaanse krentenboompje
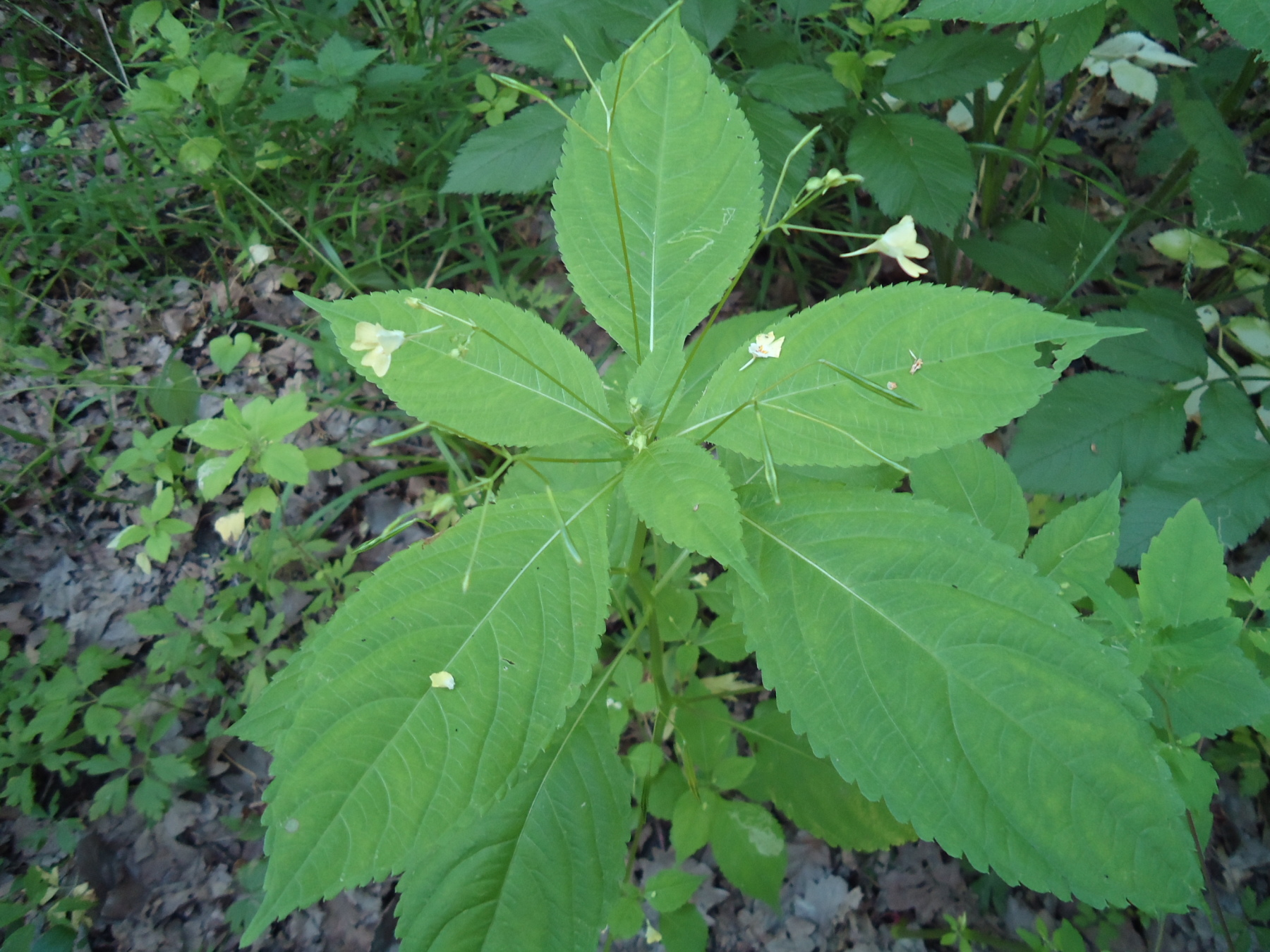
Klein springzaad
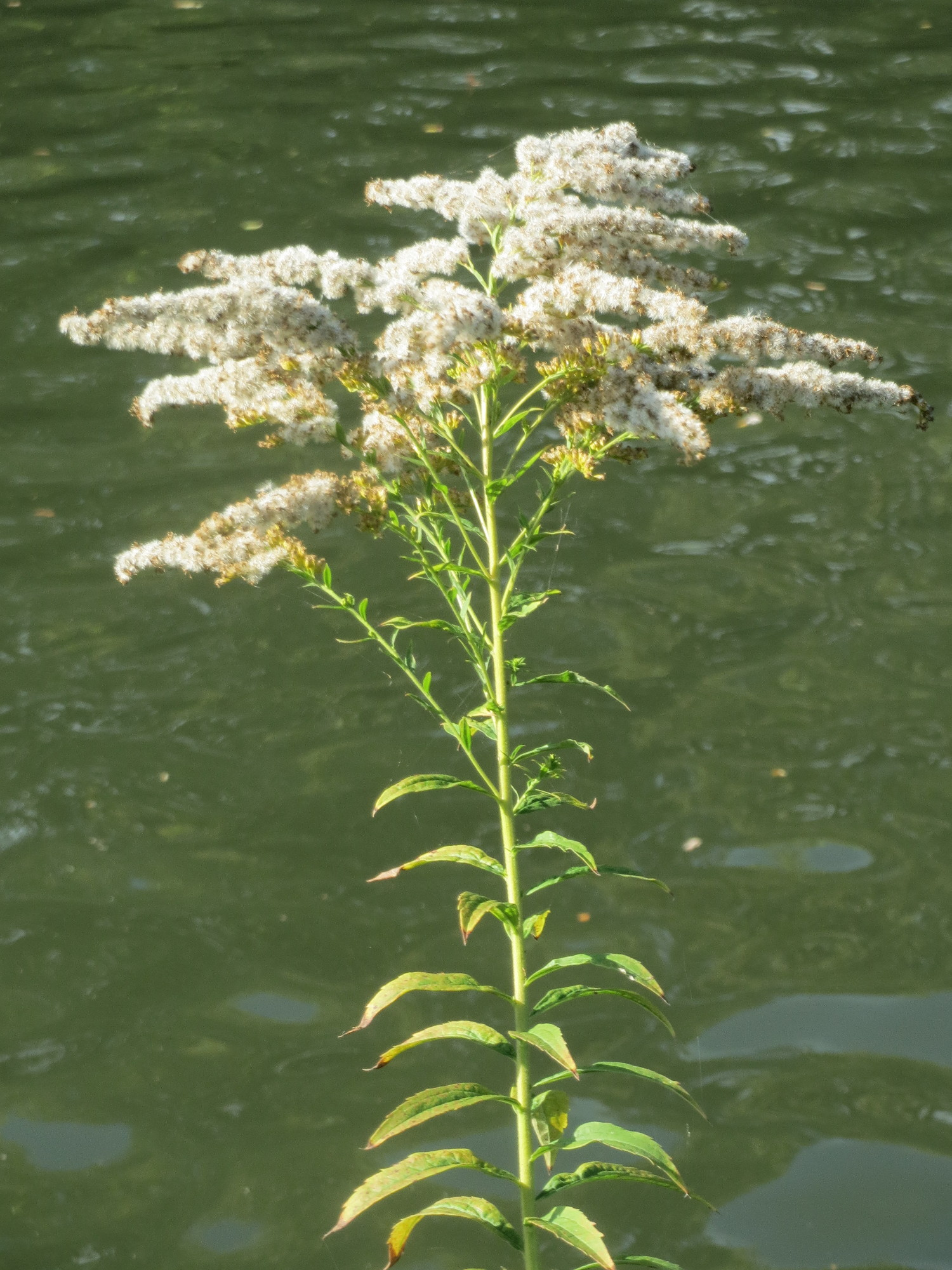
Canadese guldenroede in vrucht